# سليمان بن سليم الله الرحيلي
سليمان بن سليم الله بن رجاء الله بن بُطِي الرحيلي الحربي ( مواليد أكتوبر 1966 / رجب 1386هـ) هو شيخ دين وداعية إسلامي، إمام وخطيب مسجد قباء.

## نشأته وتعلمه
تلقى سليمان الرحيلي العلم في المسجد النبوي وذلك قبل دخول المدرسة النظامية وذلك عندما كان عمره في السادسة، فحضر مجالس الشيخ محمد الأمين الشنقيطي والشيخ أبا بكر الجزائري والشيخ محمد ناصر الدين الألباني عندما كان يقدم إلى المدينة وحضر مجالس الشيخ عبد العزيز بن باز في المدينة والرياض ومجالس الشيخ محمد بن صالح العثيمين في المدينة وهذا يعود إلى أن والده كان يحب المجالس العلمية ويحب ملازمة العلماء منذ عرف المدينة.

### حفظه للقرآن
وهو في السادسة من العمر التحق بمسجدٍ في الحي لتحفيظ القرآن الكريم على يد الشيخ عتيق بن جابر الرحيلي في مدرسة كان يرعاها الشيخ راشد بن عاتق الرحيلي وأتمّ حفظ القرآن الكريم كاملًا قبل سن العاشرة.

## مؤلفاته
- شرح الأصول الثلاثة.
- قواعد تعارض المصالح والمفاسد.
- مباحث الكتاب والسنة ودلالات الألفاظ التي أخطأ فيها الرازي.
- التعريفات الأصولية عند شيخ الإسلام ابن تيمية.
- مباحث الأمر التي انتقدها شيخ الإسلام.[بحاجة لمصدر]
- التأويل وأثره في أصول الفقه وهي رسالة الماجستير.
- القواعد المشتركة بين أصول الفقه والقواعد الفقهية وهي رسالة الدكتوراه.[5]